# Декамолибдат натрия
Декамолибдат натрия — неорганическое соединение,
соль натрия и молибденовой кислоты
с формулой Na2Mo10O31,
бесцветные кристаллы,
не растворяется в воде,
образует кристаллогидраты.

## Физические свойства
Декамолибдат натрия образует бесцветные кристаллы.
Не растворяется в воде.
Образует кристаллогидраты состава Na2Mo10O31•n H2O, где n = 6, 12, 21 и 22.